# 탐사차

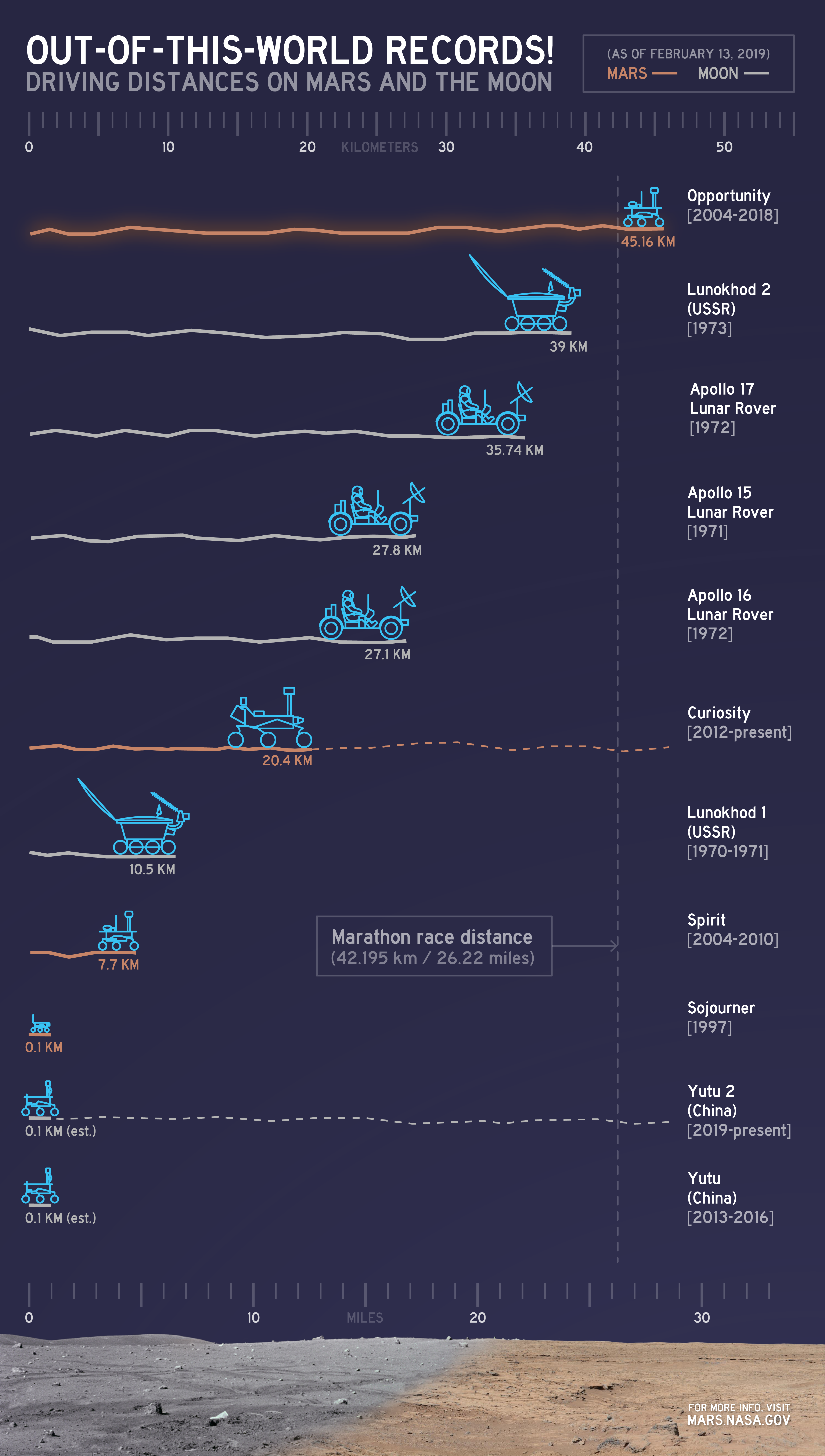
2014년까지 개발된 탐사차들과 그 기동 거리. 위에서부터 오퍼튜니티(40.25 km), 루노호트 2호(39 km), 아폴로 17호 월면차(35.74 km), 아폴로 15호 월면차(27.8 km), 아폴로 16호 월면차(27.1 km), 루노호트 1호(10.5 km), 큐리오시티(8.6 km), 스피릿(7.7 km), 소저너(0.1 km), 중국의 유튜(0.1 km).

탐사차(探査車, rover 로버[*])란 행성 표면 위를 지나다니며 탐사하는 탐사장비이다. 주로 사람이 탑승하여서, 차량의 일종에 속한 유인 탐사차와 사람이 탑승하지 않아서, 로봇의 종류에 속한 무인 탐사차가 있다.
탐사차는 고정 착륙선과 비교해 여러 가지 장점을 가지고 있다. 탐사차는 다양한 지형을 오가며 살필 수 있으며 흥미로운 특징에 집중할 수 있다. 만약 태양광으로 구동한다면 햇볓이 많이 드는 곳으로 능동적으로 움직이면서 계속 동력을 유지할 수 있다.
궤도선과 비교해 보자면 탐사차는 미시적인 수준의 관찰이 가능하며, 직접 물리적 실험을 수행할 수 있다. 반면 탐사차는 근본적으로 천체에 착륙을 해야 하기 때문에 그 위험부담으로 인해 궤도선보다 실패 확률이 더 크다. 그리고 어느 정도 능동기동이 가능하긴 하지만 천체의 전체적 모습을 조망할 수 있는 궤도선에 비해 착륙 지점 주변의 좁은 범위 밖에 살필 수 없다.

## 탐사차 개발의 역사
최초로 개발된 탐사차는 소련의 월면차 루노호트 1A호이다. 1969년 2월 19일 발사했으나 발사 실패로 박살났다.
이후 1970년 11월 루노호트 1호는 달에 착륙하는 데 성공하였다. 루노호트 1호는 지구 외의 천체에 착륙시켜 원격 조종한 최초의 로봇-탐사차였다. 소련은 루노호트 1호를 루나 17호에 실어서 1970년 11월 10일에 발사했고, 11월 15일 달 궤도에 진입했다. 루나 17호는 11월 17일 비의 바다에 부드럽게 착륙했다. 루노호트 1호는 1970년 11월 17일부터 11월 22일까지 197 미터를 기동했으며 10회의 교신에 걸쳐 14장의 근접 사진과 12장의 파노라마 사진을 전송해왔다. 루노호트 1호는 11개월 동안 작동하고 1971년 9월 14일 연락이 두절되었다.
미국의 NASA는 아폴로 계획 중 세 차례(아폴로 15호, 아폴로 16호, 아폴로 17호)에 걸쳐 유인 탐사차인 아폴로 월면차를 이용했다.
루노호트 2호는 루노호트 계획에서 달 착륙에 성공한 두 번째 탐사차이다. 루노호트 2호는 1973년 1월 16일부터 작동을 시작했다.
루노호트 2호는 원격조종 로봇-탐사차로 두 번째 것이었으며, 1973년 1월 8일 루나 21호에 실려 발사되었다. 루나 21호는 1월 12일 달 궤도에 진입했으며 1월 15일 평온의 바다의 동쪽 가장자리에 착륙했다. 루노호트 2호는 1월 16일 협정 세계시 1시 14분부터 루나 21호에서 내려서 작동을 시작했으며, 약 4개월에 걸쳐 39 km 정도를 기동했다. 루노호트 2호는 고지대와 열구대를 모두 살피며 86장의 파노라마 사진과 8만 장 이상의 근접 사진을 송신했다. 루노호트 2호의 바퀴 회전수에 따르면 루노호트 2호는 약 37 km를 기동했으나, 러시아 과학자들은 루나 리카니슨스 오비터의 위성 사진을 근거로 루노호트 2호가 42.1-42.2 km를 기동했다고 주장한다. 미국 과학자들과 러시아 과학자들은 토론 결과 39 km를 기동했다는 데서 합의했다.
소련은 마스 2호와 마스 3호 착륙선에 4.5 kg짜리 작은 탐사차들을 탑재했다. 이 탐사차들은 15 m짜리 엄빌리컬 케이블로 착륙선과 연결되어 바퀴 대신 스키로 기동할 예정이었다. 그러나 마스 착륙선들이 모두 착륙을 실패하고 파괴됨에 따라 이 탐사차들("M 로버")은 제대로 전개되지도 못하고 파괴되었다.
또한 소련은 1977년 루노호트 3호를 개발해 세 번째 무인 월면차를 운용하려고 했으나, 탐사차는 다 만들어놓고 예산 부족으로 발사를 하지 못했다. 루노호트 3호는 아직까지도 박물관에 있다. 또한 화성 탐사차인 마소코드를 개발해 마스 4NM호에 실어 보낼 예정이었으나 마스 4NM호가 실험 비행에 모두 실패함에 따라 이것도 흐지부지되었다.

## 같이 보기
- 구글 루나 X 프라이즈
- 착륙선
- 월면차
- 화성 탐사차